# Nodulosphaeria centaureae
Nodulosphaeria centaureae är en svampart som först beskrevs av E. Müll., och fick sitt nu gällande namn av L. Holm 1957. Nodulosphaeria centaureae ingår i släktet Nodulosphaeria och familjen Phaeosphaeriaceae.  Arten är reproducerande i Sverige. Inga underarter finns listade i Catalogue of Life.